# Lauras Stacevičius
Lauras Stacevičius (* 1980 in Utena) ist ein litauischer Politiker der Partei Agrarbund Litauens. Er war Gehilfe des EP-Mitglieds Bronis Ropė.

## Leben
Nach dem Abitur 1998 am Saulės-Gymnasium Utena absolvierte Lauras Stacevičius 2006 das Bachelor- und danach Masterstudium an der Lietuvos veterinarijos akademija in Kaunas und wurde Tierarzt.
Von 2007 bis 2010 arbeitete er in den Unternehmen. Ab 2010 war er Verkaufsleiter. Seit 2016 ist er Mitglied im Seimas.
Seit 2014 ist Lauras Stacevičius Mitglied der Lietuvos valstiečių ir žaliųjų sąjunga.